# Zona contigua

Las zonas marítimas de acuerdo a la Convención del Mar.

La zona contigua es la extensión de mar adyacente al mar territorial que abarca desde el límite exterior del mar territorial hasta las 24 millas marinas contadas desde la línea de base a partir de la cual se mide la anchura del mar territorial.
En esta franja de agua, el Estado ribereño no tiene soberanía, sino que sus derechos están determinados solo en materia aduanera, sanitaria, fiscal y migratoria.
Señala el Real Decreto 2/2011 por el que se aprueba el Texto Refundido de la Ley de Puertos del Estado y de la Marina Mercante en el apartado 1 de su Artículo 8 lo siguiente:
Son zonas en las que España ejerce soberanía, derechos soberanos o jurisdicción, además de las aguas interiores marítimas, el mar territorial, la zona contigua y la zona económica exclusiva.
Es zona contigua la que se extiende desde el límite exterior del mar territorial hasta una distancia de 24 millas contadas desde la línea de base a partir de la cual se mide la anchura del mar territorial

## Convención sobre Derecho del Mar
Conforme a la Convención de 1982, es el espacio marítimo contiguo al mar territorial de un Estado donde este puede tomar las medidas necesarias para prevenir y sancionar las infracciones de sus leyes y reglamentos aduaneros, fiscales, de inmigración o sanitarios que se cometan en su territorio o en su mar territorial (art. 33.1, 1 y b). La zona contigua no podrá extenderse más allá de 24 millas marinas contadas desde las líneas de base a partir de las cuales se mide la anchura del mar territorial (art. 33.2).
El antecedente legislativo de esta zona contigua se encuentra en las Hovering Acts británicas dictadas a principio del siglo XVIII, para reprimir el contrabando, en la Real Cédula de 17 de diciembre de 1760, dictada en España sobre contrabando de tabaco y sal y registro de buques y, recientemente, a finales del siglo XIX, en las leyes aduaneras norteamericanas dirigidas a prevenir y sancionar el contrabando, en especial el de bebidas alcohólicas. Aunque su concepto y naturaleza jurídica fueron ampliamente debatidos en la Conferencia de Codificación del Derecho Internacional, celebrada en La Haya en 1930, este espacio marítimo no fue reconocido hasta la Primera Conferencia de las Naciones Unidas sobre Derecho del Mar, celebrada en 1958 en Ginebra.